# Diocesi di Mindo
La diocesi di Mindo (in latino Dioecesis Myndensis) è una sede soppressa del patriarcato di Costantinopoli e una sede titolare della Chiesa cattolica.

## Storia
Mindo, identificabile con Gümüşlu nell'odierna Turchia, è un'antica sede episcopale della provincia romana della Caria nella diocesi civile di Asia. Faceva parte del patriarcato di Costantinopoli ed era suffraganea dell'arcidiocesi di Stauropoli.
La diocesi è documentata nelle Notitiae Episcopatuum del patriarcato di Costantinopoli fino al XII secolo.
Sono quattro i vescovi noti di questa diocesi. Il primo è Archelao, che prese parte al concilio di Efeso nel 431; durante il concilio fece parte di una delegazione di vescovi inviata a convincere Giovanni di Antiochia a partecipare, con i suoi sostenitori, al concilio. Il suo nome poi appare in una lettera scritta, verso la fine dell'anno, dal patriarca Massimiano di Costantinopoli al clero e al popolo di Tenedo per comunicare loro la deposizione del loro vescovo Anastasio, a causa delle sue idee nestoriane; il concilio efesino ha provato senza ombra di dubbio la colpevolezza di Anastasio sulla fede di numerose testimonianze, tra cui quella di Archelao di Mindo.
Alfio intervenne al concilio di Calcedonia nel 451. Giovanni I partecipò al terzo concilio di Costantinopoli nel 680-681. Giovanni II assistette al secondo concilio di Nicea nel 787.
Dal XVIII secolo Mindo è annoverata tra le sedi vescovili titolari della Chiesa cattolica; la sede è vacante dal 20 gennaio 1973. Il suo ultimo titolare è stato Enrico Bartoletti, vescovo ausiliare e poi arcivescovo coadiutore di Lucca.

## Cronotassi

### Vescovi greci
- Archelao † (menzionato nel 431)
- Alfio † (menzionato nel 451)
- Giovanni I † (menzionato nel 680)
- Giovanni II † (menzionato nel 787)

### Vescovi titolari
- Antonio † (? deceduto)
- Alfonso, O.E.S.A. † (XIV o XV secolo)
- Winimar Knippschild, O.S.B. † (28 marzo 1729 - 23 maggio 1732 deceduto)
- Valerian Rist, O.F.M. † (3 ottobre 1735 - 15 settembre 1737 deceduto)
- Karl Johann von Herberstein † (20 novembre 1769 - 28 novembre 1772 succeduto vescovo di Lubiana)
- Andreas Ország † (15 aprile 1776 - prima del 10 aprile 1796 deceduto)
- Klaus Münst, O.F.M.Cap. † (23 dicembre 1801 - 29 novembre 1812 deceduto)
- Giovanni Battista Sartori † (3 luglio 1826 - 18 luglio 1858 deceduto)
- Ignazio Carlo Vittore Papardo, C.R. † (27 settembre 1858 - 27 ottobre 1871 nominato vescovo di Patti)
- Francesco Tavani † (21 marzo 1873 - 10 marzo 1905 deceduto)
- Vincenzo Bacchi † (16 settembre 1906 - 2 dicembre 1912 nominato vescovo di Faenza)
- Nematallah Carame † (9 maggio 1913 - 11 aprile 1931 deceduto)
- Antonio Giordani † (25 giugno 1933 - 3 agosto 1956 nominato arcivescovo titolare di Larissa di Tessaglia)
- Giacomo Rosso † (6 gennaio 1957 - 12 settembre 1957 deceduto)
- Enrico Bartoletti † (19 giugno 1958 - 20 gennaio 1973 succeduto arcivescovo di Lucca)